# Хадамовски, Ойген
Ойген Хадамовски (нем. Eugen Hadamovsky, 14 декабря 1904, Фриденау, Берлин — 1 марта 1945, Хёлькевизе, Померания) — один из ближайших сотрудников Йозефа Геббельса, группенфюрер НСКК (9 ноября 1942).

## Биография
Ойген Хадамовски родился в берлинском районе Фриденау в семье инженера Пауля Альфреда Хадамовски и его супруги Эммы Каролины. В 1919 окончил среднюю школу с уклоном в области химии и машиностроения. В школьные годы был зачислен в нелегальный «Чёрный рейхсвер». С 1921 года был членом Спортивного союза «Олимпия» (Добровольческий Охранный полк Большого Берлина). В 1924 прошёл курс обучения стрелка пехоты. В последующие годы работал автомехаником и слесарем в Австрии, Италии, Испании и Южной Африке. В 1928 году вернулся в Берлин.
12 января 1930 вступил в НСДАП, выделялся в партийной службе по пропаганде в Мюнхене. В 1931 году Йозеф Геббельс назначил Хадамовского руководителем берлинского отделения «Имперской ассоциации немецких радиовещателей». В 1932 году назначен начальником отдела в Имперском управлении пропаганды НСДАП в Мюнхене. Считался экспертом по средствам формирования общественного мнения. 30 января 1933, когда Гинденбург назначил Гитлера рейхсканцлером, выпустил радиорепортаж о марше и факельном шествии СА и тем самым ознакомил слушателей с событиями в Берлине.
С 10 февраля по 4 марта 1933 организовывал технически совершенную прямую трансляцию речей Гитлера на митингах и по радио. С 1 мая 1933 года руководитель радиопередач (нем. Reichssendeleiter) в Имперской радиовещательной компании. 8 июля 1933 становится вице-президентом Имперской палаты радиовещания. При протекции Геббельса у него были большие полномочия, которые сделали его одним из наиболее влиятельных лидеров нацистского радиовещания.

В первой из своих опубликованных в 1933 году книг «Пропаганда и национальная держава: организация общественного мнения для национальной политики» (нем. Propaganda und nationale Macht: die Organisation der öffentlichen Meinung für die nationale Politik) Хадамовски писал:
Пропаганда и дифференцированное применение силы должны дополнять друг друга в особо продуманной форме. Они никогда не являются абсолютными противоположностями. Применение силы может быть частью пропаганды
.

Хадамовски был движущей силой за чистку кадров радиосистемы от «нежелательных элементов» и евреев, а также вдохновителем суда над руководителями радиовещания Веймарской республики, так называемый «процесс вещания» (1934—1935). 16 августа 1933 Хадамовски издал распоряжение, в котором говорилось:
Мы, национал-социалисты, обязаны проявить достаточно динамизма и энтузиазма, чтобы молниеносно завоевать Германию и остальной мир. Партайгеноссе д-р Геббельс поручил мне 13 июля 1933 очистить германское радиовещание от влияния противников нашего дела. Теперь я могу сообщить, что эта работа проведена полностью
.

В декабре 1933 запретил обсуждение книги Освальда Шпенглера «Годы решений» в специальной передаче, заявив, что в январе профессор Боймлер прочтёт по радио три доклада на тему: «Закат Освальда Шпенглера — восход национал-социализма». 22 марта 1935 года открывал первую в мире телепередачу, на которой заявил:
В этот час на нас возлагается величайшая и святейшая миссия - неугасимо нести во все немецкие сердца лик фюрера
. 

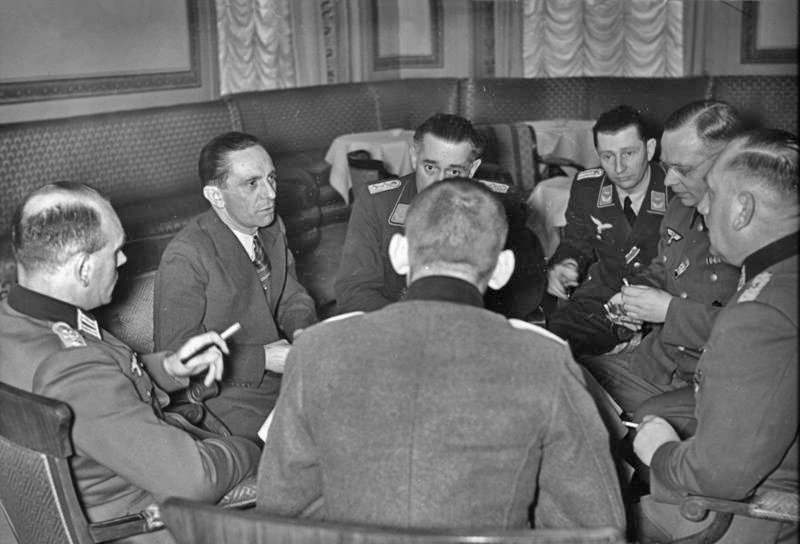
28 января 1941 года, Ойген Хадамовски (третий справа) во время интервью с Хассо фон Веделем

 С мая 1935 руководитель отдела телевидения в Имперской палате радиовещания. 11 октября 1935 года ввёл запрет на трансляцию джазовой музыки по радио на территории Рейха, как «дегенеративной негритянско-еврейской музыки».
С 1936 в отделе пропаганды вермахта. Был женат на Хильде Фрейтаг (3 сына, 1 дочь). С 1939 по 1943 год инспектор радиовещания в ОКВ. С началом Второй мировой войны организовывал трансляцию сводок с фронта. Участвовал в Польской кампании в качестве командира роты, был награждён Железным крестом 2-го класса. С февраля по август 1940 руководил 3-м управлением (Радиовещание) в Министерстве пропаганды. В сентябре 1940 года в качестве военного корреспондента над Лондоном, был награждён Железным крестом 1-го класса. В 1941 обер-лейтенант войск связи люфтваффе. С конца 1941 года заместитель управляющего делами Министерства пропаганды Вернера Наумана.
12 июня 1942 назначен руководителем отдела кадров в Министерстве пропаганды, из-за личных разногласий с Геббельсом был отстранён от управления радио и его карьера пошла на спад. В ноябре 1943 переходит на службу в вермахт. 20 октября 1944 года зачислен в резерв войск СС в звании оберштурмфюрера. С 13 января 1945 командир роты 7 гренадёрского полка СС 4-й полицейской гренадёрской дивизии СС. Погиб 1 марта 1945 года во время контратаки на село Хёлькевизе в Померании, занятое советскими войсками.

3 марта 1945 года Геббельс записал в своём дневнике:
Я получил печальное известие. Погиб мой старый друг и сотрудник Ойген Хадамовски, ведший в атаку свою роту. Пуля попала ему в сердце, и он тотчас же скончался. В его лице я потерял одного из моих спутников жизни, много лет неустанно и преданно сопровождавших меня. Я сохраню о нём благодарную память. Какие только жертвы не приносятся, какая драгоценная кровь не проливается в этой войне! Но если посмотреть хладнокровно на переживаемый нами мировой кризис, то можно прийти к мысли, что следует только завидовать выпавшей Хадамовски доле.

## Награды
- Железный крест, 1-го класса (1940)
- Железный крест, 2-го класса (1939)
- Крест военных заслуг 1-й степени
- Золотой партийный знак НСДАП
- Медаль За выслугу лет в НСДАП в бронзе

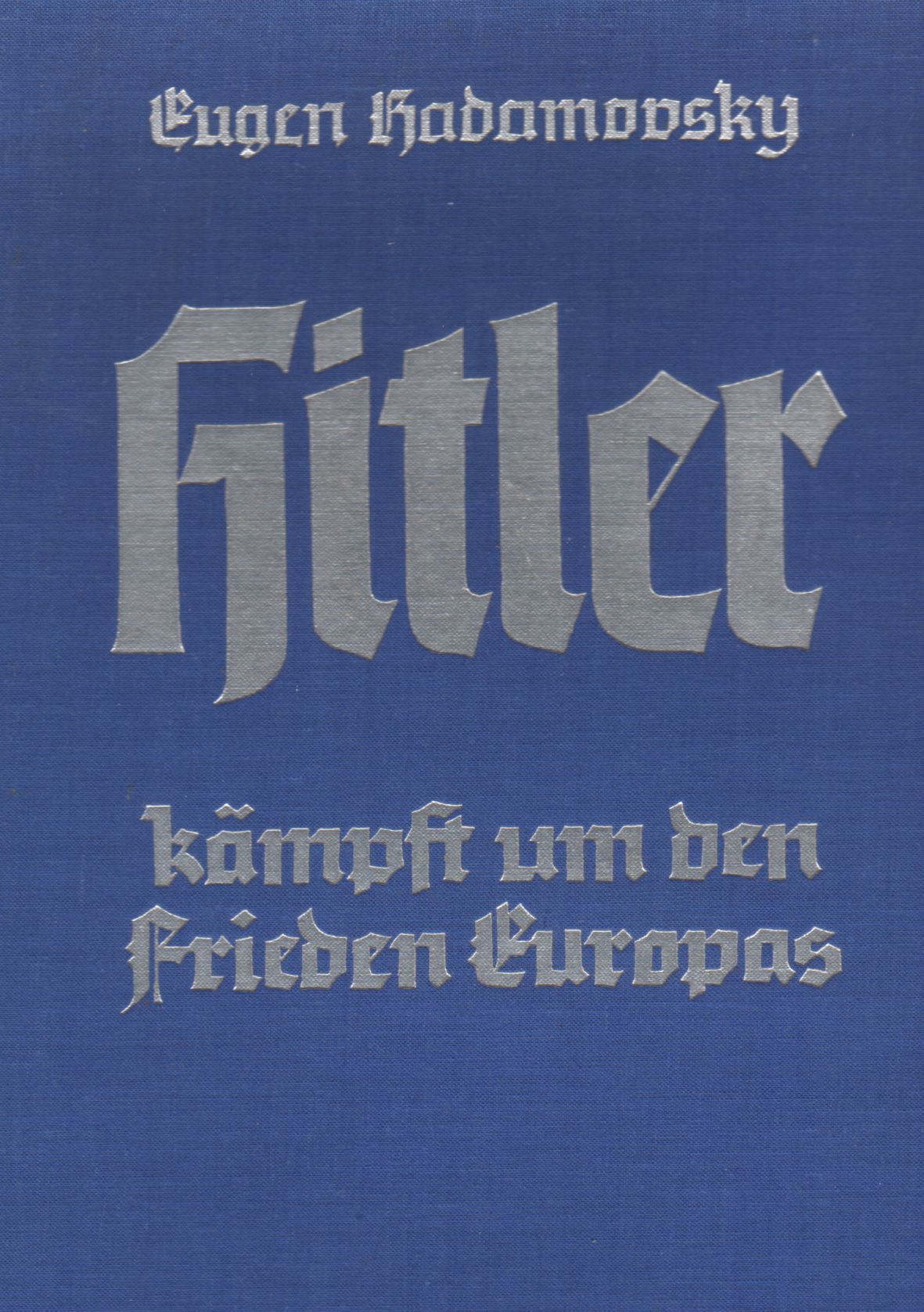
Обложка книги «Hitler kämpft um den Frieden Europas».